# Julián Herranz Casado
Julián Herranz Casado (Baena, Córdoba, 31 de marzo de 1930) es un cardenal español.

## Biografía
Julián Herranz nació en la localidad cordobesa de Baena (1930). Recibió el sacramento del Bautismo en la Iglesia de Santa María la Mayor de Baena, presentado por su madre Francisca Casado y su padre Virgilio Herranz.
Tras concluir sus estudios de Medicina —con especialidad en Psiquiatría— y Teología en la Universidad de Navarra, se doctoró en Medicina y en Derecho canónico. Durante sus estudios universitarios se incorporó al Opus Dei(1949). Se ordenó sacerdote el 7 de agosto de 1955 y posteriormente fue profesor de Derecho Canónico en la Universidad de Navarra. 
Comenzó a trabajar en la curia vaticana el 16 de marzo de 1960, bajo la dirección del cardenal Pietro Ciriaci.Participó en las tareas que acompañaron al Concilio Vaticano II. Considerado uno de los más importantes expertos sobre el Código de Derecho Canónico, al haber trabajado en todas las fases de su redacción.
La prelatura personal del Opus Dei lo envió para atender las labores pastorales de la Prelatura a Italia, España, América Latina, Inglaterra, Irlanda, Francia y Kenia.
En 1984, Herranz Casado se convirtió en secretario de la Pontificia Comisión para la Interpretación del Codex Iuris Canonici y asesor de la Congregación para los Obispos. El 15 de diciembre de 1990 el Papa Juan Pablo II lo nombró arzobispo titular de Vertara,ordenándolo obispo el 6 de enero de 1991; Los co-consagradores fueron los arzobispos de la Curia Giovanni Battista Re, funcionario de la Secretaría de Estado, y Justin Francis Rigali, secretario de la Congregación para los Obispos.
Ha sido presidente del Pontificio Consejo para Interpretación de los Textos Legislativos de la Curia Romana (1994-2007). Además, es presidente de la Comisión Disciplinar de la Curia Romana desde 1999. Herranz participó en el cónclave de 2005 en el que fue elegido Benedicto XVI. Este inicialmente lo confirmó en el cargo y luego el 15 de febrero de 2007 aceptó su solicitud de renuncia por razones de edad.
Benedicto XVI le nombró (24 de abril de 2012) presidente de la comisión constituida para investigar la fuga de documentos reservados del Vaticano (caso Vatileaks) junto los cardenales Jozef Tomko y Salvatore De Giorgi. La comisión tenía como objetivo investigar casos de robo de documentos confidenciales (papales) del Vaticano y presentó su informe final al Papa en julio de 2012.
El cardenal Herranz no participó en el cónclave de 2013 porque ya había superado el límite de edad de 80 años. El papa Francisco lo adscribió al orden de los cardenales presbíteros, elevando pro hac vice, la diaconía de San Eugenio a Título presbiteral (12 de junio de  2014).

## Obras
- Herranz Casado, Julián (1995). Atajos del silencio. Ediciones Rialp. ISBN 978-84-321-3067-0.

- Herranz Casado, Julián (2003). La vía maestra del derecho: conferencia de inauguración del año judicial del Tribunal Metropolitano de Valencia y visita al IDIC, 28 de enero de 2003. Siquem Ediciones. ISBN 978-84-95385-37-6.

- Herranz Casado, Julián (2006). La libertad religiosa en nuestra sociedad. Ediciones Palabra. ISBN 978-84-9840-009-0.

- Herranz Casado, Julián (2007). En las afueras de Jericó: recuerdos de los años con San Josemaría y Juan Pablo II.. Ediciones Rialp. ISBN 978-84-321-3618-4.[12]

- Herranz Casado, Julián (2011). Dios y audacia: Mi juventud junto a San Josemaría. Ediciones Rialp. ISBN 978-84-321-3824-9.

- Herranz Casado, Julián (2023). Dos Papas: mis recuerdos con Benedicto XVI y Francisco. Ediciones Rialp. ISBN 978-84-321-6469-9.[13]